# Surf Coast Shire
Koordinaten: 38° 20′ S, 144° 19′ O

Das Surf Coast Shire ist ein lokales Verwaltungsgebiet (LGA) im australischen Bundesstaat Victoria. Das Gebiet ist 1552,9 km² groß und hat etwa 29.400 Einwohner.
Surf Coast liegt an der Südküste Victorias etwa 120 km südwestlich der Hauptstadt Melbourne und schließt folgende Ortschaften ein: Winchelsea, Moriac, Mount Duneed, Modewarre, Deans Marsh, Bellbrae, Lorne, Aireys Inlet, Anglesea, Jan Juc und Torquay. Der Sitz des City Councils befindet sich in der Küstenstadt Torquay im Osten der LGA, die etwa 13.300 Einwohner hat.
Das Surf Coast Shire ist die Surfer-Hochburg an der australischen Südküste. Besonders Torquay ist berühmt für seine Surfstrände, allen voran der Bells Beach. Dieser war auch Schauplatz eines der bekanntesten Surfer-Filme Gefährliche Brandung (1991).
Dementsprechend lebt das Shire von den zahlreichen Strand- und Surftouristen, insbesondere die Küstenstädte Torquay, Jan Juc, Anglesea, Aireys Inlet und Lorne, und profitiert dabei auch von der Nähe zur Millionenstadt Melbourne. Aus Torquay stammen auch weltweit bekannte Hersteller von Surfbrettern und -bekleidung und anderem Sportzubehör wie Quiksilver und Rip Curl.
Viele Bewohner der LGA arbeiten aber auch als Pendler in der benachbarten Großstadt Geelong.
In Lorne findet im Sommer am ersten Januarwochenende der Lorne Pier to Pub Swim statt, der laut Guinness-Buch der Rekorde das größte organisierte Meeresschwimmen der Welt ist. Die Schwimmstrecke beträgt 1,2 km.
Aireys Inlet war auch Wohnort eines der bekanntesten australischen Autoren, des Krimi-Schriftstellers Arthur W. Upfield.

## Verwaltung
Der Surf Coast Shire Council hat neun Mitglieder, die von den Bewohnern der LGA gewählt werden. Surf Coast ist nicht in Bezirke untergliedert. Aus dem Kreis der Councillor rekrutiert sich auch der Mayor (Bürgermeister) des Councils.